# Nishiyama Teppei
Teppei Nishiyama (sinh ngày 22 tháng 2 năm 1975) là một cầu thủ bóng đá người Nhật Bản.

## Sự nghiệp câu lạc bộ
Teppei Nishiyama đã từng chơi cho Bellmare Hiratsuka, Montedio Yamagata và Oita Trinita.